# Солфата (Потенца)
Солфата (итал. Solfata) је насеље у Италији у округу Потенца, региону Базиликата.
Према процени из 2011. у насељу је живело 141 становника. Насеље се налази на надморској висини од 630 м.